# ジョン・シンジョン (第20代ブレッツォのシンジョン男爵)
第20代ブレッツォのシンジョン男爵ジョン・モウブレー・ラッセル・シンジョン（英語: John Moubray Russell St John, 20th Baron St John of Bletso、1917年8月3日 – 1976年4月13日）は、イングランド貴族。

## 生涯
第19代ブレッツォのシンジョン男爵モウブレー・セント・アンドルー・ソーントン・シンジョンと1人目の妻イーヴリン・ジェラルディン（Evelyn Geraldine、旧姓ラッセル（Russell）、1918年12月7日没、アンドルー・ハミルトン・ラッセルの娘）の息子として、1917年8月3日に生まれた。1934年10月28日に父が死去すると、ブレッツォのシンジョン男爵位を継承した。
1976年4月13日に生涯未婚のまま死去、叔父ローランド・テューダーの息子アンドルー・ビーチャムが爵位を継承した。死去時点の住所はダブリンのホテルだった。